# Пулат-хан
Пулат-хан (кирг. Полот-хан, кирг. Молдо Искак Асан уулу; 1844, кишлак Ухна – 1876, Маргилан) — кокандский хан. Руководитель Кокандского восстания направленного против Худояр-хана и русской администрации. По происхождению — киргиз из племени бостон.

## Биография
Мулла Исхак Мулла Хасан-углы (кирг. Молдо Искак Молдо Асан уулу) родился приблизительно в 1844 году в кишлаке в Ухна в семье киргиза из колена бостон. Он учился в кокандском медресе «Тумкатар» и позже в маргиланском «Акмедресе», где отец его был хакимом (мудрецом, судьёй). Живой по природе, с характером беспокойным, Исхак не мог примириться с монастырным режимом медресе. В 1867 году он поселился близ кишлака Сох в кочевьях своего рода.
Прожил он там 2 года и уехал в родной кишлак Ухна, где, как человек грамотный, занял при мечети место имама. Вскоре он переехал в Андижан, служил там при одной из мечетей имамом и вместе с тем занялся торговлей табаком, партию которого отвёз на продажу в Ташкент. В Ташкенте он сошёлся с кураминцем Абдул Мумын-аталыком, старым воякой, выросшим в смутах прежнего времени.
Сподвижник Алимкула, Абдул Мумын-аталык, испытав мощь русского оружия, в силу необходимости должен был обратиться к земледелию, у него то в качестве работника и остался жить будущий Пулат-хан. Вероятно, рассказы Абдул Мумына о Мусульманкуле, Алимкуле, о восстаниях кыргызов и кыпчаков, потрясавших ханство, произвели сильное впечатление на молодого Молдо Искака и породили в нём стремление к приключениям.

## Восстание Пулат-хана
В 1873 году кыргызы, недовольные правлением Худояра, направили делегацию к Пулат-беку, внуку Алим-хана, жившему в медресе в Самарканде, с предложением возглавить восстание против Худояр-хана. Пулат-бек отказался. Повторная делегация также не имела успеха. На обратном пути послы встретили в Ташкенте Молдо Искака, который согласился выдать себя за Пулат-бека.
Кыргызы и узбеки заняли города Узген, Ош, Андижан и укрепления Учкурган и Булакбаши. В октябре 1874 года в сражении под Наманганом ханские войска нанесли поражение восставшим и они отступили. В 1875 году укрывавшийся в Чаткале, Пулат-хан снова выступил против Худояр-хана. Кокандская знать тогда пришла к мнению, что дальнейшее правление Худояр-хана приведёт страну к катастрофе и организовала заговор против него.

## Правление
Войско под его руководством 9 октября 1875 г. овладело Кокандом. Худояр-хан обратился за помощью к туркестанскому генерал-губернатору и бежал в Ташкент под защиту русских войск.
Ош и Наманган без боя сдались восставшим. В конце июля они подошли к Коканду. Половина ханского войска сразу же перешли на сторону восставших. Худояр бежал в Худжанд и думал укрыться под защитой русских. Восставшие надеялись на помощь со стороны Османской империи, Ирана и Афганистана, то есть мусульманских государств. Также они надеялись на помощь со стороны Британской империи как противника Российской.
Ударную силу восставших составляла кыргызская конница. Русские задумали подавить восстание. В августе войска нового кокандского хана спустились с гор и начали громить поселения на реке Ангрене. Один из кокандских отрядов вышел на ташкентско-ходжентский тракт, и начал убивать и забирать в ясырь русских гражданских и военных лиц. Был провозглашён газават против русских.
Началась борьба Пулат-хана с кланом Худояр-хана, в частности, Пулат-хан приказал казнить 2 сыновей Худояр-хана, одного сына Насриддин-хана, а также Султан Мурад-бека и его 8 сыновей и ещё 8300 ферганцев. Пулат-хан чеканил собственные кокандские монеты. На серебряной монете было написано арабской вязью: خان غازى سيد محمد فولاد ١٢٩٢ — «Сейид Мухаммед Фулад хан гази, 1292».

## Смерть
Русские войска подавили восстание. Пулат-хан попал в плен, Кокандское ханство было присоединено к России, состоялся суд на Пулат-ханом и его казнили в Маргилане в марте 1876 года. В «Тасниф-и гариб» описывается поведение осуждённого во время казни, приводятся его последние слова, раскрывающие его необычайно твёрдый характер.

## Память
Его имени созвучно горное плато Пулатхан на Чаткале.